# علی‌اکبر صفایی
علی‌اکبر صفایی (زاده ۱۳۴۹ در کازرون)  مدیر اجرایی ایرانی است که مدیرعامل سازمان بنادر و دریانوردی ایران و مدیرعامل شرکت ملی نفت‌کش ایران بوده‌است‌.

## زندگی و تحصیلات
علی‌اکبر صفایی در سال ۱۳۴۹ در شهر کازرون متولد شد. او دارای مدرک کارشناسی بنادر و کشتیرانی و کارشناسی ارشد علوم دریایی از دانشگاه جهانی دریانوردی مالمو سوئد با رتبه ممتاز و دکتری علوم دریایی (مهندسی دریا) از دانشگاه صنعتی امیرکبیر است.

## سوابق و مسئولیت‌ها
از جمله سوابق  صفایی می‌توان به معاونت دریایی و بندری بندر شهید رجایی، مدیرکلی حفاظت و ایمنی دریایی سازمان بنادر و دریانوردی، مدیرکلی بنادر و دریانوردی استان هرمزگان، مدیرعامل و عضو هیات مدیره شرکت ملی نفتکش ایران و مشاور مدیرعامل سازمان بنادر و دریانوردی در امور دریایی و بندری اشاره کرد.
صفایی در زمان حضورش به عنوان مدیرعامل شرکت ملی نفتکش ایران، این شرکت را به بزرگترین‌ شرکت کشتیرانی نفتکش جهان تبدیل کرد.
وی در سال ۱۴۰۰ با حکم رستم قاسمی، وزیر وقت راه و شهرسازی به عنوان معاون وزیر و مدیرعامل سازمان بنادر و دریانوردی کشور منصوب شد